# Höckler

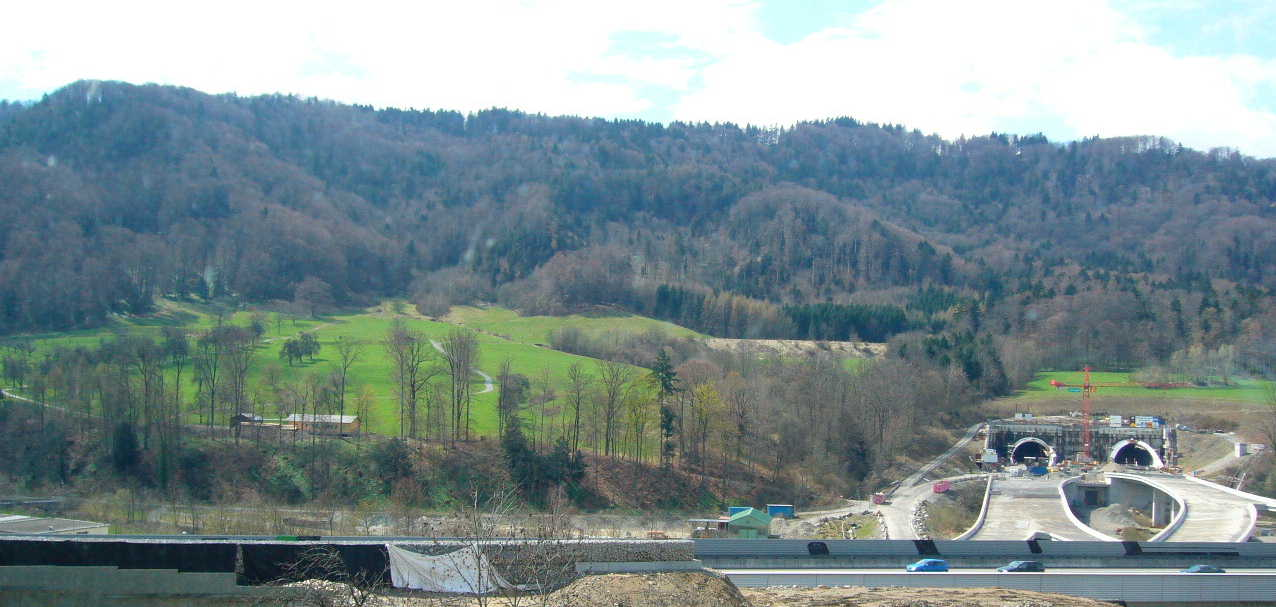
Höckler (links) und das Ostportal des Uetlibergtunnels (rechts)

Der Höckler ist das südlichste Gebiet der Zürcher Allmend auf dem Gebiet von Leimbach.

## Lage
Der Höckler ist hügeliges Gelände am linken Ufer der Sihl im Kreis 2 zwischen Leimbach und der Allmend Brunau. Die Hänge ziehen sich zum Uetliberg hoch. Im Norden liegt das Ostportal des Uetlibergtunnels.

## Geschichte
Der Flurname Höckler ist 1448 erstmals urkundlich erwähnt. Vermutlich stammt die Bezeichnung Höckler von einem ehemaligen Sitzplatz oder Gasthof entlang des Medikerweges, der zum Gut Medikon auf dem Albis führt. Das schweizerdeutsche Wort hocken oder höckle findet noch heute Verwendung in der mundartlichen Bedeutung für ein gemütliches Zusammensitzen.
Auf dem Gebiet stand früher das Landgut Höckler. Es gehörte im Mittelalter der Familie von Manesse, später dem Kloster Selnau. Nach dessen Aufhebung ging der Höckler in den Besitz des Spitals Zürich über. Anfang des 19. Jahrhunderts kaufte es der Privatmann Meier samt der Gaststätte, welche zu jener Zeit ein beliebtes Ausflugsziel war. Die Allmend lag damals noch rund eine Stunde Fussmarsch ausserhalb der Stadt Zürich und war nur mit einer Fähre über die Sihl auf Höhe der heutigen Sihlcity zu erreichen. Erst später wurde eine Holzbrücke gebaut. Der Ausflug wurde oftmals mit einem Spaziergang zu den Ruinen der nahen Burg Manegg verbunden.

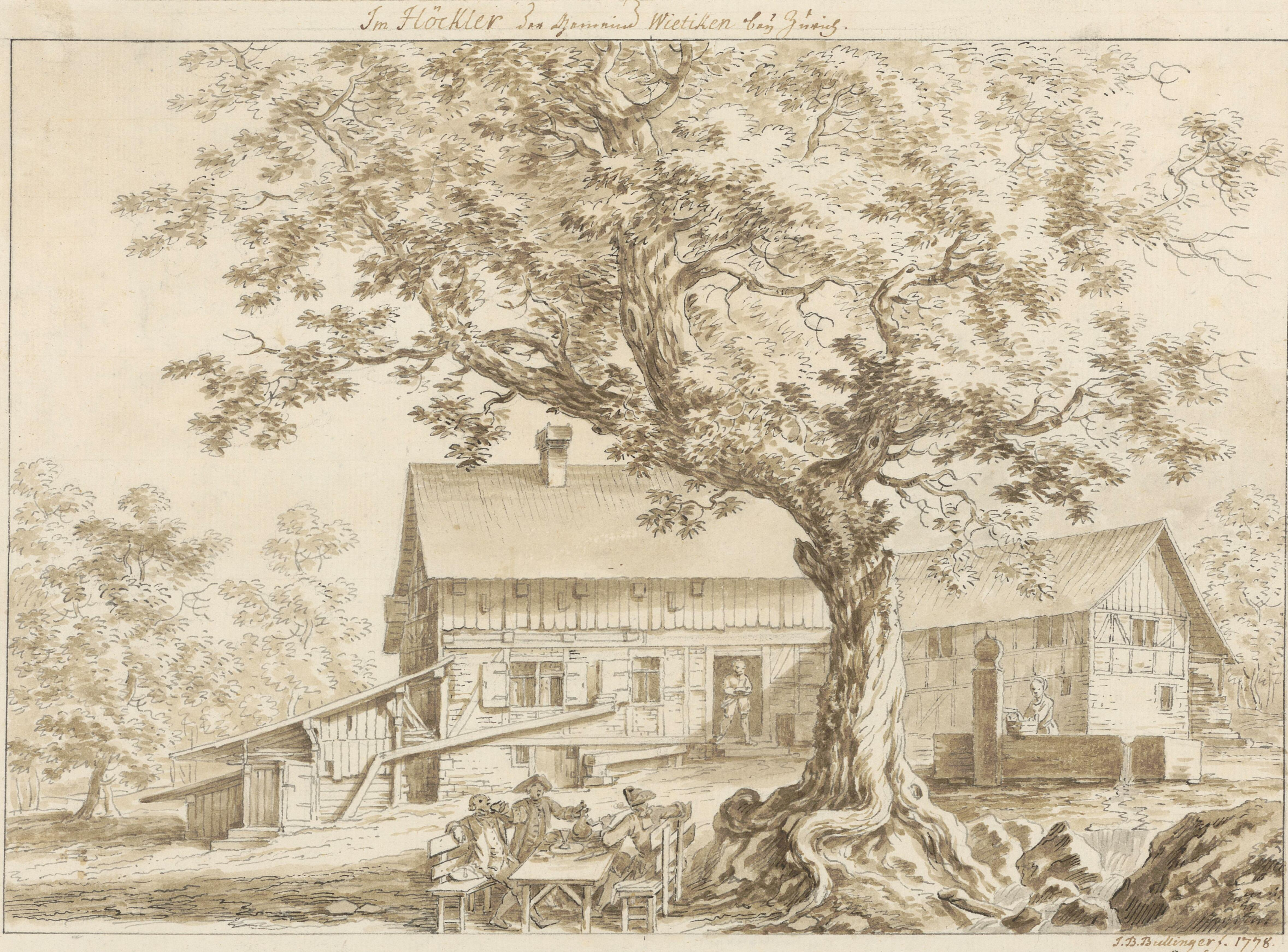
Im Höckler der Gemeinde Wietikon bey Zürich, 1778
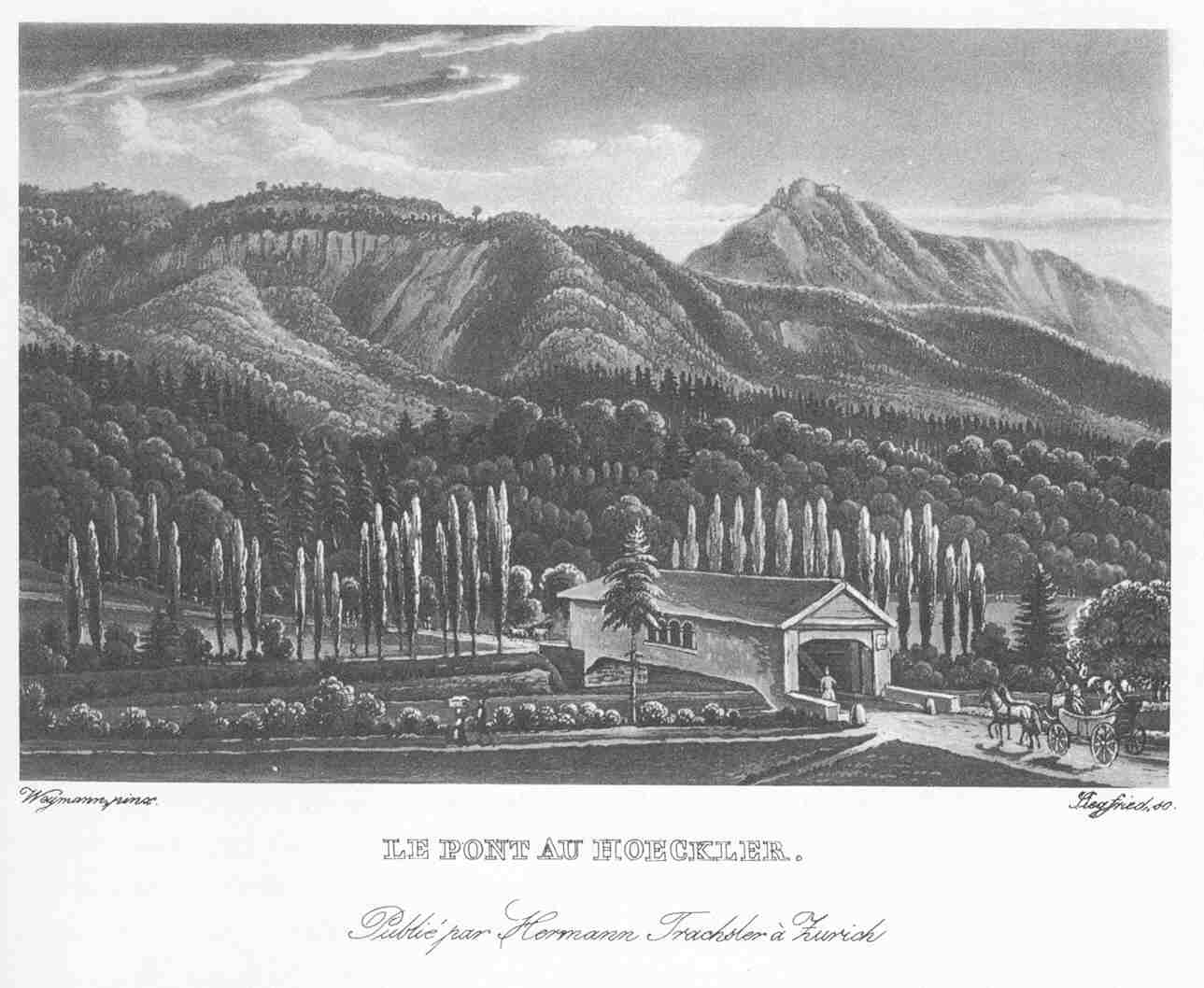
Alte Höcklerbrücke, vor 1840
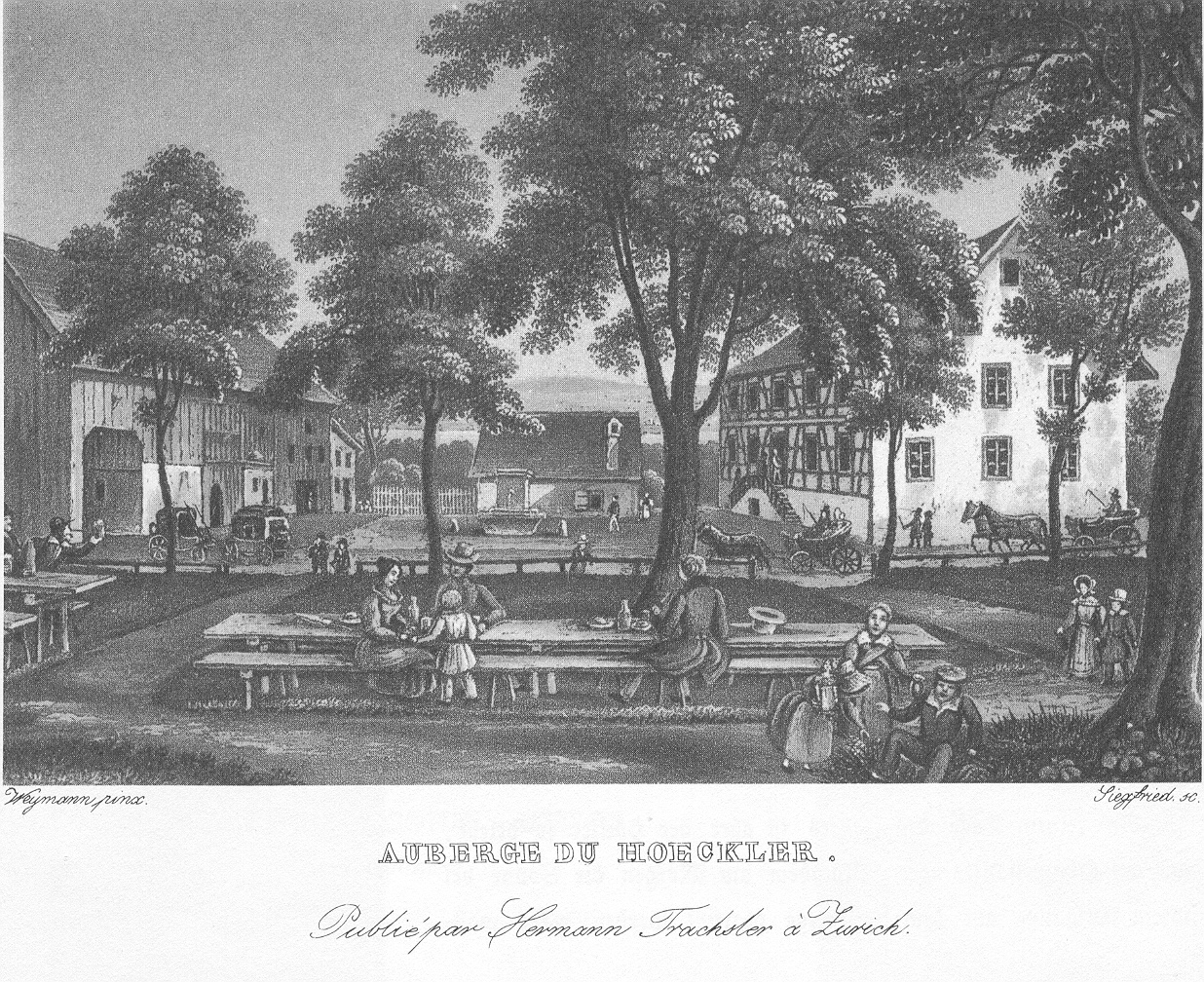
Landgut Höckler, vor 1840
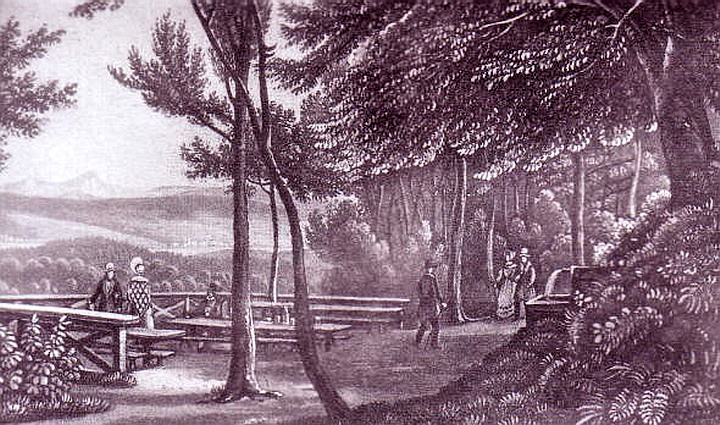
Höcklerterrasse, 1840

Das Höcklergut umfasste eine ausgedehnte Gartenanlage mit einem Goldfischteich und einer Aussichtsterrasse am Waldrand mit einer markanten Blutbuche. 1873 kaufte die Stadt das Höcklergut. Im Zuge der verstärkten Nutzung des Gebietes als Schiessplatz wurde das Gut abgebrochen. Nach dem Umzug der Kaserne Zürich ins Reppischtal wurde der Höckler im Jahr 1987 als Waffenplatz aufgegeben. Jedoch sind auch heute noch grosse Teile des Höcklers stark mit Schwermetallen belastet und abgesperrt.
An die Tradition des alten Obstgartens des früheren Landgutes Höckler knüpft die Wiederanpflanzungsaktion seltener Hochstamm-Sorten von Grün Stadt Zürich an. Im März 2006 pflanzten Schulkinder die ersten 60 Apfelbäume und trugen so zur Verjüngung des über 200 Jahre alten Obstgartens bei.

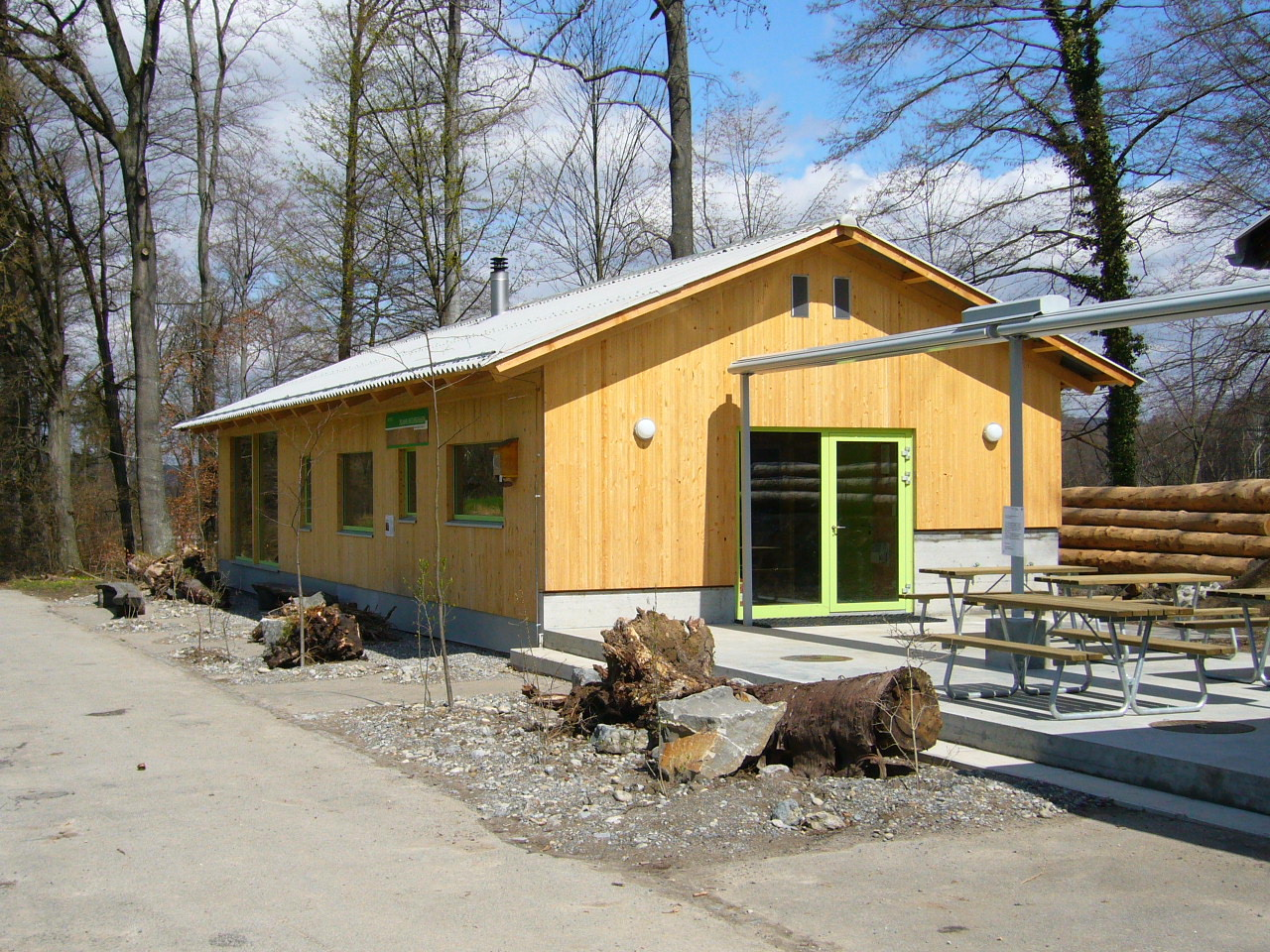
Naturschule, Holzbau von 2006

Seit 1995 besteht auf dem Höckler die Naturschule Allmend, die Naturerfahrungen und Naturvertrautheit vermittelt. Im Frühjahr 2006 erhielt sie einen Neubau.